# 哈什县
哈什县 （波斯語：‎）是一座位于錫斯坦－俾路支斯坦省的县城。2006年的人口普查结果显示，哈什县的总人口为161918人，一共32478个家庭。哈什县被细分为三个区：Central District、Irandegan District和Nukabad District和两个城市：哈什和Nukabad。